# Шапел Вјел
Шапел Вјел (фр. Chapelle-Viel) насеље је и општина у северној Француској у региону Доња Нормандија, у департману Орн која припада префектури Мортањ о Перш.
По подацима из 2011. године у општини је живело 291 становника, а густина насељености је износила 24,68 становника/km². Општина се простире на површини од 11,79 km². Налази се на средњој надморској висини од 275 метара (максималној 274 m, а минималној 209 m).

## Демографија
| 1962. | 1968. | 1975. | 1982. | 1990. | 1999. | 2011. |
| ----- | ----- | ----- | ----- | ----- | ----- | ----- |
| 187   | 161   | 137   | 185   | 213   | 245   | 291   |

График промене броја становника у току последњих година